# Gehyra minuta
Gehyra minuta là một loài thằn lằn trong họ Gekkonidae. Loài này được King mô tả khoa học đầu tiên năm 1982.